# Zdzisław Luciński
Zdzisław Luciński (ur. 11 lutego 1929 w Starachowicach, zm. 30 maja 2017 w Warszawie) – polski polityk, poseł na Sejm PRL VII i VIII kadencji.

## Życiorys
Syn Franciszka i Lucyny. Działał w Związku Młodzieży Wiejskiej i w Związku Młodzieży Polskiej. 19 stycznia 1952 wstąpił do Polskiej Zjednoczonej Partii Robotniczej. Uzyskał tytuł zawodowy magistra ekonomiki rolnictwa w 1952 w Wyższej Szkole Rolniczej w Olsztynie, w 1956 ukończył także studia na Wydziale Ekonomicznym Szkoły Głównej Gospodarstwa Wiejskiego w Warszawie. W 1956 pracował w Dwuletniej Szkole Partyjnej przy KC PZPR. Od 1959 do 1962 był sekretarzem Komitetu Miejskiego i Powiatowego PZPR w Pruszkowie. Pełnił też różne funkcje w Komitecie Wojewódzkim partii w Warszawie. W latach 1969–1973 pełnił mandat radnego w Wojewódzkiej Radzie Narodowej (zasiadał m.in. w prezydium, był też jej sekretarzem). Od 5 czerwca 1975 do 26 stycznia 1984 był I sekretarzem Komitetu Wojewódzkiego PZPR w Ciechanowie. Od 12 grudnia 1975 do 20 lipca 1981 był jednocześnie zastępcą członka Komitetu Centralnego partii, a od 1975 do 1980 przewodniczącym Prezydium WRN w Ciechanowie.

### Poseł
W 1976 uzyskał mandat posła na Sejm PRL VII kadencji, reprezentując okręg Ciechanów. Zasiadał w Komisji Zdrowia i Kultury Fizycznej. W 1980 uzyskał reelekcję w tym samym okręgu. Zasiadał w Komisji Zdrowia i Kultury Fizycznej, Komisji Polityki Społecznej, Zdrowia i Kultury Fizycznej oraz w Komisji Spraw Wewnętrznych i Wymiaru Sprawiedliwości.